# Ungheria Centrale
L'Ungheria Centrale (in ungherese Közép-Magyarország) è un raggruppamento di regioni dell'Ungheria costituito da una sola regione che ha lo stesso nome del raggruppamento. 
La regione Ungheria centrale è costituita:
- dalla città capitale Budapest
- la provincia di Pest circostante la capitale.

Questo raggruppamento è usato per fini statistici dall'Unione Europea (Eurostat) come livello 1 (detto NUTS 1) e livello 2 (NUTS 2), in questo caso coincidenti.